# Spilomyia graciosa
Spilomyia graciosa är en tvåvingeart som beskrevs av Violovitsh 1985. Spilomyia graciosa ingår i släktet trädblomflugor, och familjen blomflugor.
Artens utbredningsområde är Irak. Inga underarter finns listade i Catalogue of Life.